# AOC De Groene Welle

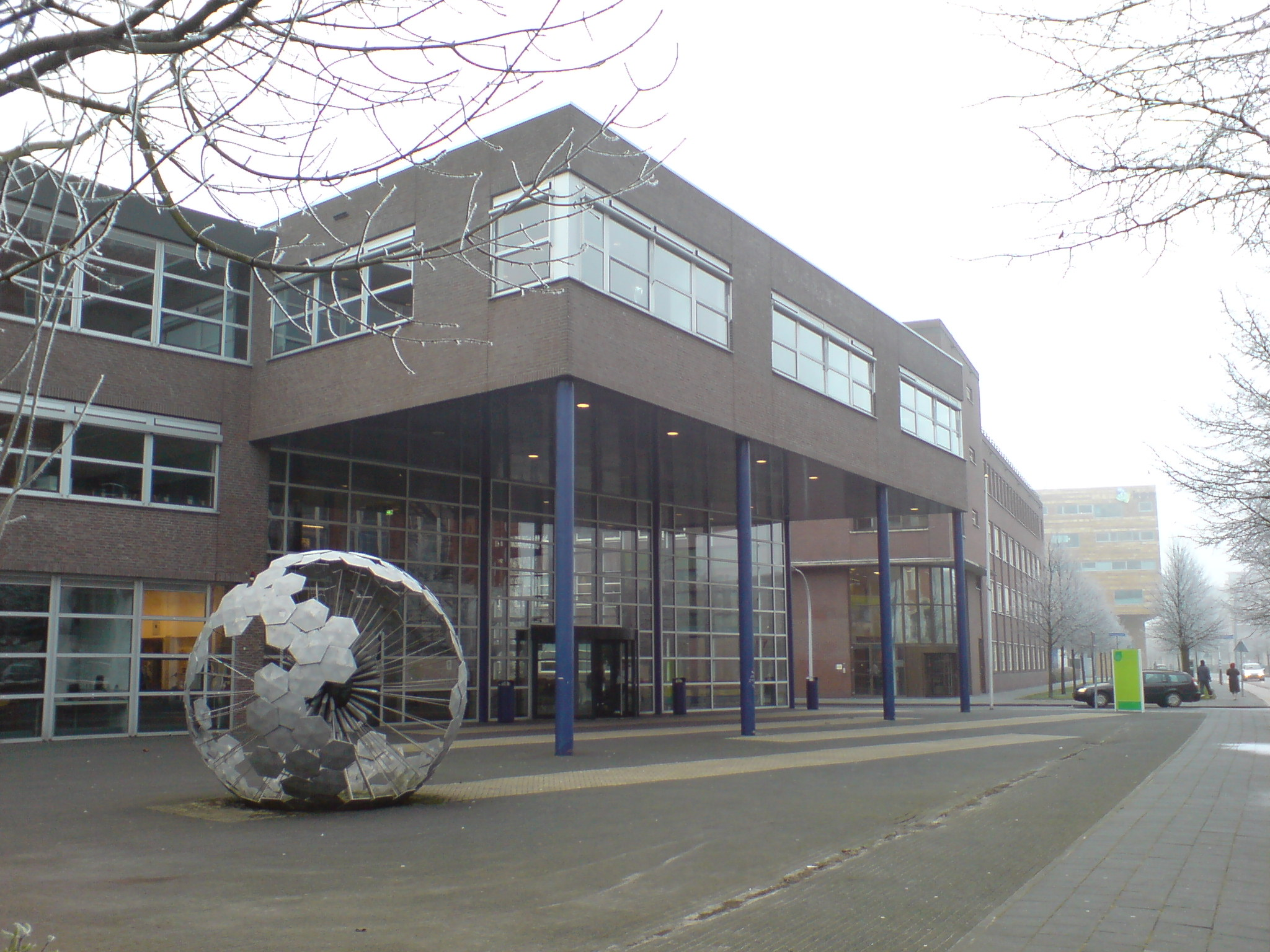
AOC De Groene Welle te Zwolle.

AOC De Groene Welle was een middelbare en mbo-school gevestigd in het Nederlandse Zwolle en Hardenberg, die zich richtte op zogeheten 'groen' vmbo-onderwijs en 'groene' mbo-studies. Vakgebieden waarop De Groene Welle zich richtte zijn onder andere: bloemschikken, dierverzorging, kasbouw en straten leggen.
De Groene Welle hanteerde een onderwijsvorm waarbij praktijkgericht leren centraal staat. Het onderwijs had dan ook een praktisch karakter, en probeert naschools werk te beperken.
De school was in Zwolle gesitueerd in de wijk Hanzeland tegenover het hoofdbureau van de politie en in Hardenberg in het Lokaal Opleidingen Centrum (LOC).
Sinds het schooljaar 2018/2019 is De Groene Welle gefuseerd met AOC Oost als 1 onderwijsorganisatie, educatie Zone, waar de afdeling VMBO\Het Groene Lyceum Zone School genoemd is, en waar het MBO nu Zone College heet.